# 个人税收优惠型健康保险
个人税收优惠型健康保险简称税优健康险，是由中华人民共和国财政部、税务总局、保监会联合推出的一项商业保险政策，对纳税人购买符合规定的商业健康保险产品的支出，允许在当年（月）计算应纳税所得额时予以税前扣除，扣除限额为2400元/年（200元/月）。
自2016年1月1日起，该政策在部分地区进行试点。2017年7月1日起，进行全国推广。

## 符合规定的保险产品比较
| 保险公司                       | 产品名称                                         | 单个保单年度内医疗费用保险金额 （首次投保时未罹患既往症的） | 公示批次                     |
| ------------------------------ | ------------------------------------------------ | ----------------------------------------------------------- | ---------------------------- |
| 中国人民健康保险股份有限公司   |                                                  |                                                             | 第一批（页面存档备份，存于） |
| 阳光人寿保险股份有限公司       |                                                  |                                                             | 第一批（页面存档备份，存于） |
| 泰康养老保险股份有限公司       | 泰康康乐保个人税收优惠型健康保险 A 款（万能型）  | 200,000                                                     | 第一批（页面存档备份，存于） |
| 中国人寿保险股份有限公司       |                                                  |                                                             | 第二批（页面存档备份，存于） |
| 中国太平洋人寿保险股份有限公司 | 个人税收优惠型健康保险（万能型）A款              | 200,000                                                     | 第二批（页面存档备份，存于） |
| 中国太平洋人寿保险股份有限公司 | 个人税收优惠型健康保险（万能型）B款              | 200,000                                                     | 第二批（页面存档备份，存于） |
| 中国平安人寿保险股份有限公司   |                                                  |                                                             | 第二批（页面存档备份，存于） |
| 新华人寿保险股份有限公司       | 个人税收优惠型健康保险（万能型）A款              |                                                             | 第二批（页面存档备份，存于） |
| 新华人寿保险股份有限公司       | 个人税收优惠型健康保险（万能型）B款              |                                                             | 第二批（页面存档备份，存于） |
| 太平人寿保险有限公司           |                                                  |                                                             | 第二批（页面存档备份，存于） |
| 建信人寿保险有限公司           | 龙翔安康个人税收优惠型健康保险 A 款（万能型）    |                                                             | 第二批（页面存档备份，存于） |
| 中意人寿保险有限公司           | 中意岁岁无忧个人税收优惠型健康保险               |                                                             | 第二批（页面存档备份，存于） |
| 太平养老保险股份有限公司       | 东吴健康保个人税收优惠型健康保险 A1 款（万能型） |                                                             | 第二批（页面存档备份，存于） |
| 东吴人寿保险股份有限公司       |                                                  |                                                             | 第二批（页面存档备份，存于） |
| 合众人寿保险股份有限公司       |                                                  |                                                             | 第三批（页面存档备份，存于） |
| 中国人民人寿保险股份有限公司   | 个人税收优惠型健康保险（万能型）A 款             |                                                             | 第三批（页面存档备份，存于） |
| 利安人寿保险股份有限公司       |                                                  |                                                             | 第三批（页面存档备份，存于） |
| 上海人寿保险股份有限公司       |                                                  |                                                             | 第三批（页面存档备份，存于） |
| 光大永明人寿保险有限公司       |                                                  |                                                             | 第四批（页面存档备份，存于） |
| 民生人寿保险股份有限公司       | 民生惠康保个人税收优惠型健康保险A款              |                                                             | 第四批（页面存档备份，存于） |
| 农银人寿保险股份有限公司       |                                                  |                                                             | 第四批（页面存档备份，存于） |
| 昆仑健康保险股份有限公司       |                                                  |                                                             | 第四批（页面存档备份，存于） |
| 国华人寿保险股份有限公司       |                                                  |                                                             | 第四批（页面存档备份，存于） |
| 幸福人寿保险股份有限公司       |                                                  |                                                             | 第四批（页面存档备份，存于） |
| 德华安顾人寿保险有限公司       |                                                  |                                                             | 第四批（页面存档备份，存于） |
| 工银安盛人寿保险有限公司       |                                                  |                                                             | 第五批（页面存档备份，存于） |
| 中英人寿保险有限公司           |                                                  |                                                             | 第五批（页面存档备份，存于） |
| 平安养老保险股份有限公司       |                                                  |                                                             | 第六批（页面存档备份，存于） |
| 渤海人寿保险股份有限公司       |                                                  |                                                             | 第六批（页面存档备份，存于） |
| 信诚人寿保险有限公司           |                                                  |                                                             | 第六批（页面存档备份，存于） |
| 恒安标准人寿保险有限公司       |                                                  |                                                             | 第六批（页面存档备份，存于） |